# Avenas

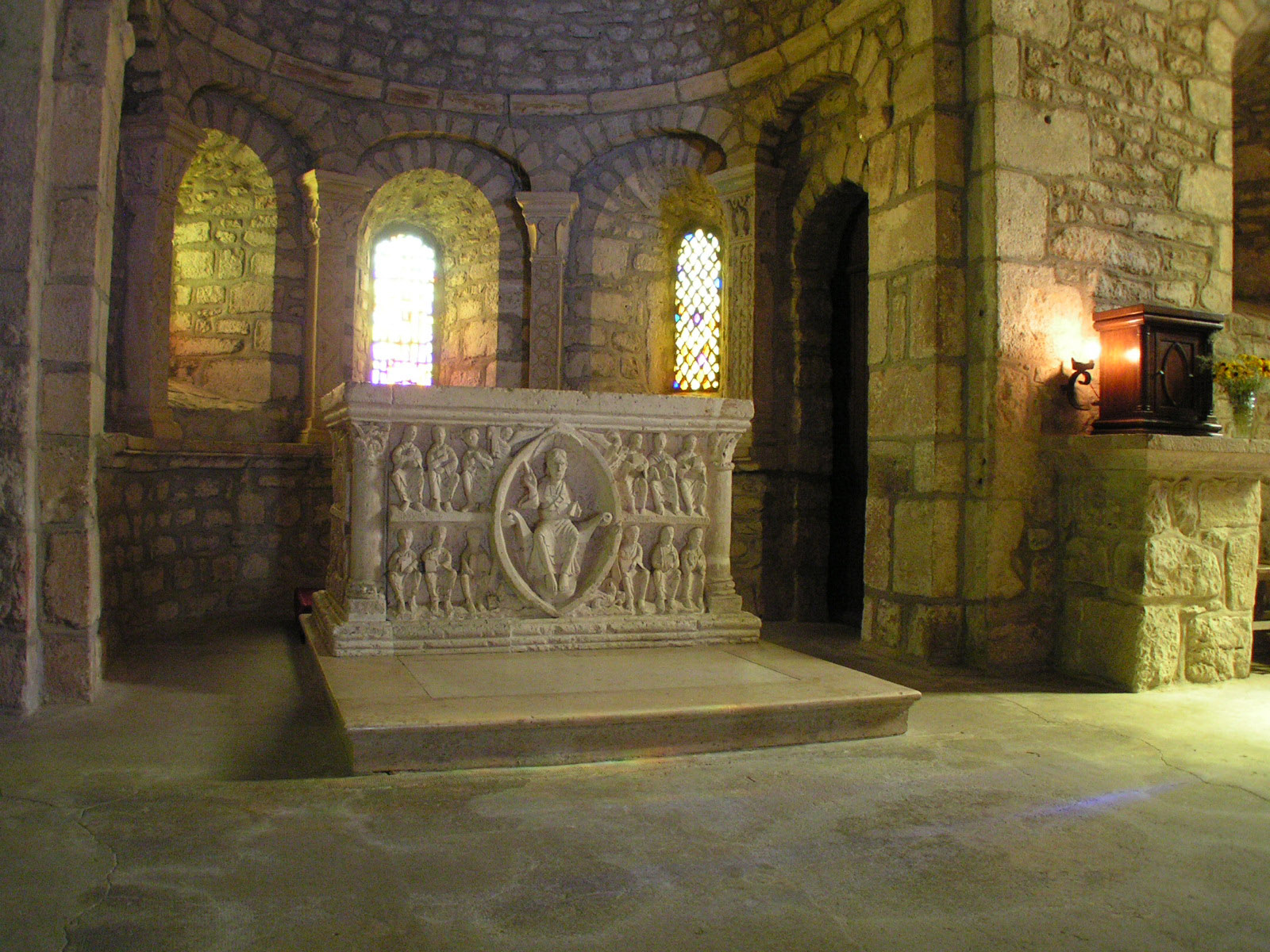
Apsis und Altar der Kirche

Avenas ist eine ehemals eigenständige Gemeinde (Commune déléguée) in der heutigen südfranzösischen Gemeinde Deux-Grosnes mit 126 Einwohnern (Stand 1. Januar 2022) im Beaujolais (heute Département Rhône) in der Region Auvergne-Rhône-Alpes.

## Lage
Der Weiler Avenas liegt etwa 30 km  südwestlich von Mâcon in der Kultur- und Weinlandschaft des Beaujolais in einer Höhe von ca. 500 m.

## Bevölkerungsentwicklung
| Jahr                       | 1800 | 1851 | 1901 | 1954 | 1999 | 2016 |
| Einwohner                  | 264  | 333  | 223  | 120  | 106  | 120  |
| Quellen: Cassini und INSEE |      |      |      |      |      |      |

Infolge der Reblauskrise im Weinbau, der allgemeinen Mechanisierung der Landwirtschaft und der Aufgabe bäuerlicher Kleinbetriebe ist die Einwohnerzahl des Ortes im 20. Jahrhundert deutlich zurückgegangen.

## Geschichte
Der Ort entwickelte sich wahrscheinlich um ein mittelalterliches Zisterzienserkloster herum, von welchem nur noch die Kirche Notre-Dame-de-l’Assomption erhalten ist. Mit Wirkung zum 1. Januar 2019 wurde er mit mehreren anderen Dörfern zur neuen Großgemeinde (Commune nouvelle) Deux-Grosnes zusammengeschlossen.

## Sehenswürdigkeiten
Die Apsis der in den 1950er Jahren restaurierten und der Himmelfahrt Mariens geweihten Klosterkirche birgt einen außergewöhnlich reich gestalteten und gut erhaltenen romanischen Altar.